# Aspergilopepsin-I
Aspergilopepsin-I (EC 3.4.23.18,  kiselinska proteaza, Aspergillus kiselinska proteinaza,  aspartinska proteinaza,  kiselinska proteinaza, Aspergillus karboksilna proteinaza, karboksilna proteinaza,  aspartinska proteinaza,  kiselinska proteinaza, pepsin-tip aspartinska proteinaza,  kiselinska proteinaza, sumizim AP, proktaza P, denapsin, denapsin XP 271, proktaza) je enzim. Ovaj enzim katalizuje sledeću hemijsku reakciju
Hidroliza proteina sa širokom specifičnošću. Generalno postoji preferencija za hidrofobne ostatke u P1 i P1', mada Lys može da bude u P1. Dolazi do aktivacije tripsinogena. Ne dolazi do zgrušavanja mleka
Ovaj enzim je prisutan u mnoštvu Aspergillus vrsta.

## Literatura
- Nicholas C. Price; Lewis Stevens (1999). Fundamentals of Enzymology: The Cell and Molecular Biology of Catalytic Proteins (Third изд.). USA: Oxford University Press. ISBN 019850229X.
- Eric J. Toone (2006). Advances in Enzymology and Related Areas of Molecular Biology, Protein Evolution (Volume 75 изд.). Wiley-Interscience. ISBN 0471205036.
- Branden C; Tooze J. Introduction to Protein Structure. New York, NY: Garland Publishing. ISBN 0-8153-2305-0.
- Irwin H. Segel. Enzyme Kinetics: Behavior and Analysis of Rapid Equilibrium and Steady-State Enzyme Systems (Book 44 изд.). Wiley Classics Library. ISBN 0471303097.
- William P. Jencks (1987). Catalysis in Chemistry and Enzymology. Dover Publications. ISBN 0486654605.

## Spoljašnje veze
- Aspergillopepsin+I на 